# Whisper Not
Whisper Not is een muziekalbum van het trio Keith Jarrett, Gary Peacock en Jack DeJohnette. Het zijn jazzstandards, die live uitgevoerd worden op 5 juli 1999 in het Palais des Congrès in Parijs.

## Musici
- Keith Jarrett – piano;
- Gary Peacock– contrabas;
- Jack DeJohnette- slagwerk.

## Composities
CD1
1. Bouncing with Bud (Bud Powell)
2. Whisper Not (Benny Golson)
3. Groovin' High (Dizzy Gillespie)
4. Chelsea Bridge (Billy Strayhorn)
5. Wrap your troubles in dreams (Billy Moll/Ted Koehler/Harry Barris)
6. Round midnight (Cootie Williams/Thelonious Monk)
7. Sandu (Clifford Brown)

CD2
1. What is this thing called love (Cole Porter)
2. Cancpention (george Shearing)
3. Prelude to a Kiss (Irving Mills/Duke Ellington)
4. Hallucinations (Bud Powell)
5. All my tomorrows (Sammy Cahn, Jimmy van Heusen)
6. Poinciana (Buddy Bernier/Nat Simon)
7. When I fall in love (Edward Heyman/Victor Young)